# BMW M
BMW M GmbH (название до августа 1993 года: Motorsport GmbH) — дочерняя компания BMW AG. Создана в мае 1972 года. BMW M, также известная как M-Technik или просто «M» (от Motorsport), была изначально создана для поддержания гоночной программы BMW, которая в 1960-е и 1970-е года была очень успешной.

## История

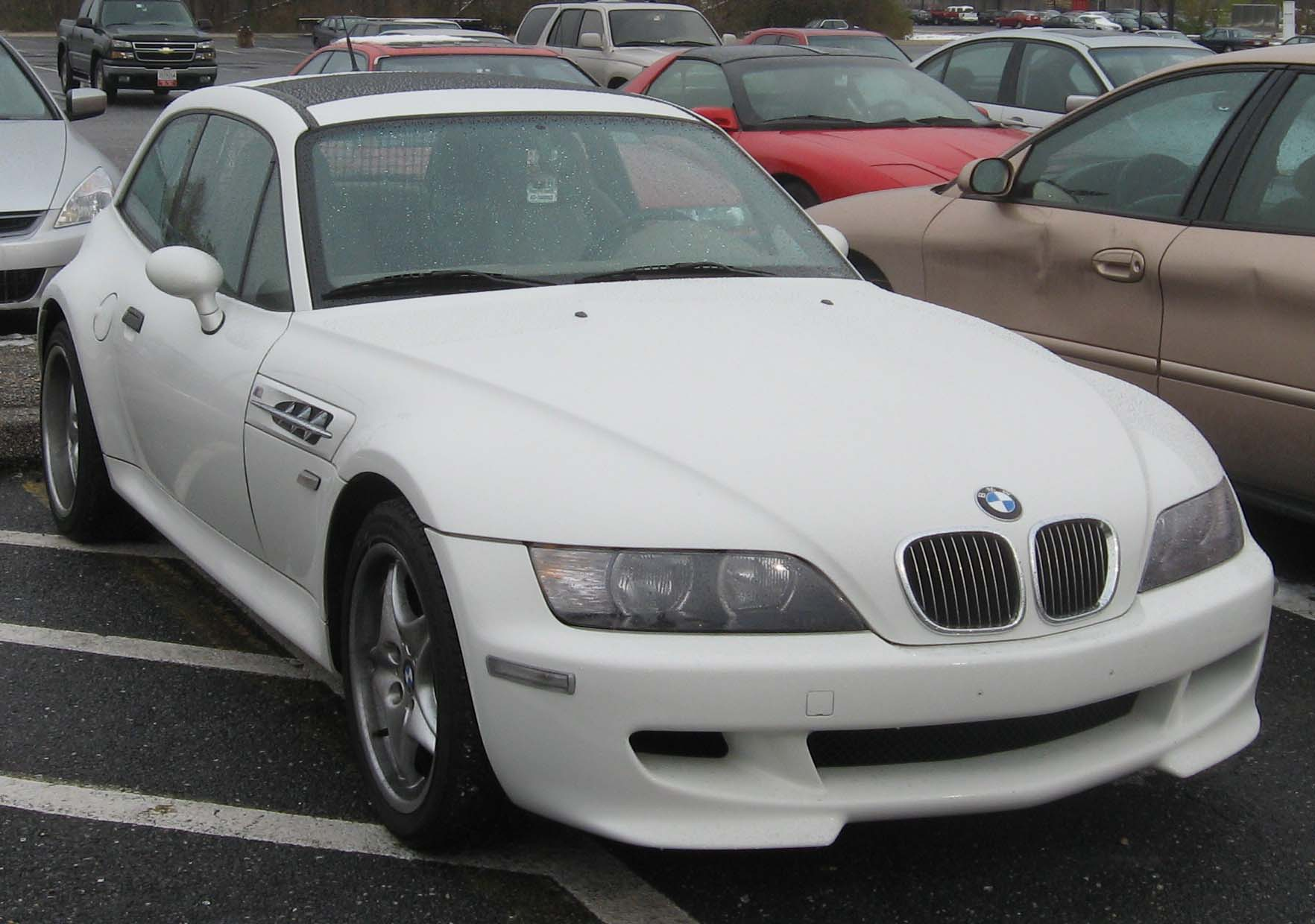
BMW M Coupe

Подразделение, названное BMW Motorsport, было создано в мае 1972 года решением собрания акционеров концерна BMW. Причиной возникновения компании стал уход из различных гоночных серий заводской команды и сокращение партнёрских отношений с компаниями-клиентами из-за доминирования на соревнованиях специально разработанных для этого машин, таких как Ford Capri RS. Первым гоночным проектом стала BMW 3.0 CSL, она была продана частным владельцам в количестве около 1100 экземпляров; в конце 1970-х были произведены первые модифицированные машины для личного использования гонщиками, подписавшими контракт с BMW.

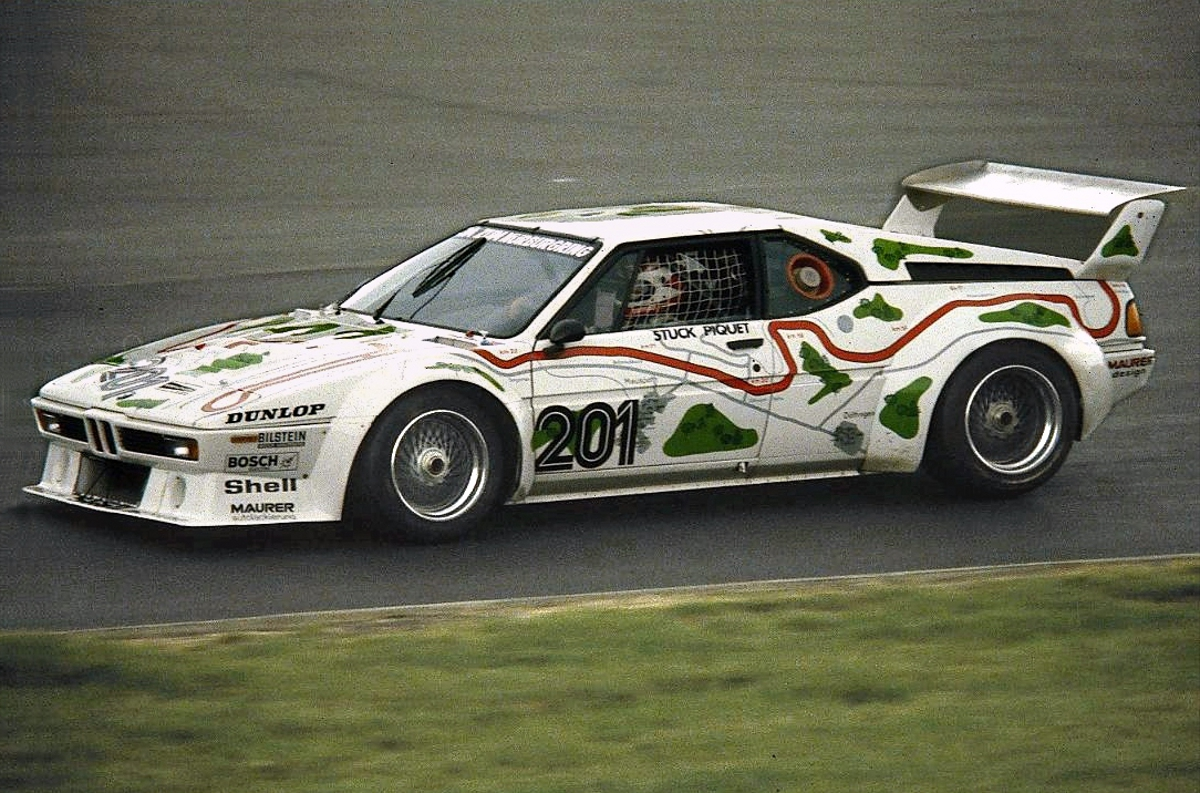
BMW-M1 Piquet 1980

Параллельно с созданием автомобилей инженеры подразделения BMW M работали с двигателями для болидов гоночных серий Формула-2 и Формула-3. В 1977 году открываются подразделения BMW Driver Training и BMW Junior Team. В 1978 в мелкосерийное производство попадает суперкар BMW M1, растиражированный в 400 экземплярах. В 1981 году налаживаются партнёрские связи с командой Формулы-1 Brabham, в 1983 году появляется болид Brabham BT52, на котором в том же сезоне свой второй чемпионский титул завоевывает Нельсон Пике.
Собственный завод подразделения под Мюнхеном был открыт в 1988 году. Название BMW Motorsport GmbH было изменено на BMW M GmbH в 1993 году.

## Модельный ряд
| - BMW 3.0 CSL - BMW M1 - M2 - M2 Cabrio - M3 | - M4 - M5 - M6 Coupé - M6 Gran Coupé - M6 Cabrio - M760li | - M8 Coupe - M8 Gran Coupe - M8 Cabrio - X5 M - X6 M - X3 M - X4 M |

## Предыдущие модели
- 1M
- M1
- Z4 M Roadster
- Z4 M Coupé
- 850CSi
- M8 (прототип)

## Customer Racing
Customer Racing - это гоночная программа BMW Motorsport, которая дает возможность участвовать частным командам в различных гоночных сериях. BMW Motorsport более 50 лет занимается продажей автомобилей своим клиентам. Приобретая спортивный автомобиль, частная команда может вполне достойно выступать на уровне профессионалов в самых разнообразных гоночных сериях. Таким образом команды представляют марку BMW по всему миру.
Помимо заводских команд принимают участие частные и независимые команды. Спортивное отделение BMW Motorsport занимается продажей доработанных автомобилей BMW, которые соответствуют самым известным гоночным классам. Данной традиции свыше 50 лет. В настоящее время отделение BMW Motorsport предлагает своим клиентам самый разнообразный ассортимент спортивных автомобилей и гоночных комплектов, которые предусмотрены департаментом BMW Racing Parts.